# Linfield FC
A Linfield Football & Athletic Club egy északír labdarúgócsapat. 1886-ban alapították, székhelye Belfastban található. A csapat az NIFL Premiershipben szerepel. Stadionja a Windsor Park, melyben az északír válogatott is játszik.

## Európai kupaszereplés
Észak-Írország legsikeresebb csapataként a Linfield rendszeres résztvevője az európai kupáknak. Legnagyobb nemzetközi sikerüket 1967-ben érték el, amikor a BEK negyeddöntőjéig jutottak. Menetelése során legyőzte a luxemburgi Aris Bonnevoie-t és a norvég Valerengát. A legjobb nyolc között a CSZKA Szofija állította meg.
Az 1984/85-ös szezonban a csapat legyőzte a Shamrock Roverst az első körben, majd a később az elődöntőig menetelő Panathinaikósz ellen esett ki. Idegenben 2–1-es vereséget szenvedett a görögöktől, de hazai pályán kivívhatta volna a továbbjutást. 3–0-s előnyt szereztek, de a találkozó második felére felpörgő görög gárda felhozta a mérkőzést, és 3–3 lett a találkozó végeredménye.
A Bajnokok Ligája 1993/94-es idényében a Linfield a Dinamo Tbiliszivel került össze az első selejtezőkörben. Összesítésben 3–2-es vereséget szenvedett, de mégis a Linfield jutott tovább, mert a Dinamót a játékvezetők megvesztegetése miatt kizárták. A második körben az FC København volt az ellenfél. Az első meccset 3–0-ra megnyerte, de idegenben hosszabbítás után 4–0-ra kikapott. Amennyiben a csapat megőrzi háromgólos előnyét, a harmadik körben a későbbi győztes AC Milannal mérkőzhetett volna.

## Sikerek
- Északír bajnok:
  - 56 alkalommal (1890–91, 1891–92, 1892–93, 1894–95, 1897–98, 1901–02, 1903–04, 1906–07, 1907–08, 1908–09, 1910–11, 1913–14, 1921–22, 1922–23, 1929–30, 1931–32, 1933–34, 1934–35, 1948–49, 1953–54, 1954–55, 1955–56, 1958–59, 1959–60, 1960–61, 1961–62, 1965–66, 1968–69, 1970–71, 1974–75, 1977–78, 1978–79, 1979–80, 1981–82, 1982–83, 1983–84, 1984–85, 1985–86, 1986–87, 1988–89, 1992–93, 1993–94, 1999–00, 2000–01, 2003–04, 2005–06, 2006–07, 2007–08, 2009–10, 2010–11, 2011-12, 2016–17, 2018-19, 2019/20, 2020/21, 2021/22)
- Északírkupa-győztes:
  - 41 alkalommal (1890–91, 1891–92, 1892–93, 1894–95, 1897–98, 1898–99, 1901–02, 1903–04, 1911–12, 1912–13, 1914–15, 1915–16, 1918–19, 1921–22, 1922–23, 1929–30, 1930–31, 1933–34, 1935–36, 1938–39, 1941–42, 1944–45, 1945–46, 1947–48, 1949–50, 1952–53, 1959–60, 1961–62, 1962–63, 1969–70, 1977–78, 1979–80, 1981–82, 1993–94, 1994–95, 2001–02, 2005–06, 2006–07, 2007–08, 2009–10, 2010–11)
- Északír ligakupa-győztes:
  - 9 alkalommal (1986–87, 1991–92, 1993–94, 1997–98, 1998–99, 1999–00, 2001–02, 2005–06, 2007–08)
- County Antrim Shield-győztes:
  - 42 alkalommal (1898–99, 1903–04, 1905–06, 1906–07, 1907–08, 1912–13, 1913–14, 1916–17, 1921–22, 1922–23, 1927–28, 1928–29, 1929–30, 1931–32, 1932–33, 1933–34, 1934–35, 1937–38, 1941–42, 1946–47, 1948–49†, 1952–53, 1954–55, 1957–58, 1958–59, 1960–61, 1961–62, 1962–63, 1965–66, 1966–67, 1972–73, 1976–77, 1980–81, 1981–82, 1982–83, 1983–84, 1994–95, 1997–98, 2000–01, 2003–04, 2004–05, 2005–06)
- City Cup-győztes:
  - 22 alkalommal (1894–95, 1897–98, 1899–00, 1900–01, 1902–03, 1903–04, 1907–08, 1909–10, 1919–20, 1921–22, 1926–27, 1928–29, 1935,36, 1937–38, 1949–50, 1951–52, 1957–58, 1958–59, 1961–62, 1963–64, 1967–68, 1973–74)
- Gold Cup-győztes:
  - 33 alkalommal (1915–16, 1920–21, 1921–22, 1923–24, 1926–27, 1927–28, 1928–29, 1930–31, 1935–36, 1936–37, 1942–43, 1946–47, 1948–49, 1949–50, 1950–51, 1955–56, 1957–58, 1959–60, 1961–62, 1963–64, 1965–66, 1967–68, 1968–69, 1970–71, 1971–72, 1979–80, 1981–82, 1983–84, 1984–85, 1987–88, 1988–89, 1989–90, 1996–97)
- Ulster Cup-győztes:
  - 15 alkalommal (1948–49, 1955–56, 1956–57, 1959–60, 1961–62, 1964–65, 1967–68, 1970–71, 1971–72, 1974–75, 1977–78, 1978–79, 1979–80, 1984–85, 1992–93)
- Floodlit Cup-győztes:
  - 2 alkalommal (1993–94, 1997–98)
- North-South Cup-győztes:
  - 1 alkalommal (1961–62)
- Blaxnit Cup-győztes:
  - 1 alkalommal (1970–71)
- Tyler Cup-győztes:
  - 1 alkalommal (1980–81)
- Setanta Cup-győztes:
  - 1 alkalommal (2005)

## Jelenlegi keret
| #  |                | Poszt | Név                          |
| -- | -------------- | ----- | ---------------------------- |
| 1  | Észak-Írország | K     | Alan Blayney                 |
| 2  | Skócia         | V     | Steven Douglas               |
| 3  | Észak-Írország | V     | Jonathan Harkness            |
| 4  | Észak-Írország | KP    | Michael Gault                |
| 5  | Észak-Írország | V     | William Murphy               |
| 6  | Észak-Írország | KP    | Conor Hagan                  |
| 7  | Észak-Írország | KP    | Damien Curran                |
| 8  | Észak-Írország | KP    | Philip Lowry                 |
| 10 | Észak-Írország | CS    | Michael Carvill              |
| 11 | Észak-Írország | V     | Noel Bailie (Csapatkapitány) |
| 12 | Észak-Írország | V     | Billy Joe Burns              |
| 13 | Észak-Írország | V     | Kris Lindsay                 |

| #  |                | Poszt | Név             |
| -- | -------------- | ----- | --------------- |
|    | Észak-Írország | V     | Aaron Burns     |
| 15 | Észak-Írország | CS    | Mark Miskimmin  |
| 16 | Észak-Írország | KP    | Aidan O'Kane    |
| 18 | Észak-Írország | K     | Stuart Addis    |
| 20 | Észak-Írország | KP    | Robert Garrett  |
| 21 | Észak-Írország | V     | Jim Ervin       |
| 22 | Észak-Írország | KP    | Jamie Mulgrew   |
| 23 | Észak-Írország | CS    | Paul Munster    |
| 25 | Észak-Írország | CS    | Mark McAllister |
| 26 | Írország       | CS    | Kevin McHugh    |
| 27 | Észak-Írország | V     | JP Gallagher    |
| 34 | Észak-Írország | KP    | Jamie Tomelty   |

## Külső hivatkozások
- A Linfield FC honlapja